# Congrès universel d'espéranto de 1910
Pour un article plus général, voir Congrès universel d'espéranto.
Le congrès universel d’espéranto de 1910 est le 6e congrès universel d’espéranto, organisé en août 1910, à Washington, aux États-Unis. 